# Marian Dziędziel
Marian Dziędziel (né le 5 août 1947 à Gołkowice, en Pologne) est un acteur polonais.

## Biographie
Marian Dziędziel a reçu, en juin 2011, le prix du meilleur second rôle masculin, au 36e Festival du film polonais de Gdynia. Il est décoré de la Médaille d'argent Gloria Artis en 2012 et fait chevalier de l'ordre Polonia Restituta en 2013.

## Filmographie partielle
- 1970 : Le Sel de la terre noire : un insurgé
- 1972 : La Perle de la couronne : Hubert
- 1986 : Boris Godounov : Adam Wiśniowiecki
- 1991 : Les Enfants du vent : un montagnard
- 1991 : Vie pour vie : Maximilien Kolbe : un prisonnier à Auschwitz
- 2001 : Network : Main basse sur la télévision : père de Danka
- 2002 : Le Pianiste : un polonais
- 2010 : Les Vœux d'une jeune fille (Śluby panieńskie)
- 2011 : Róża de Wojciech Smarzowski : Mateusz
- 2011 : La Dette : Zygmunt
- 2011 : Wymyk : Stefan Firlej